# Thomas de Beauchamp (11e comte de Warwick)
Pour les articles homonymes, voir Thomas de Beauchamp et Beauchamp.
Thomas de Beauchamp (14 février 1314 – 13 novembre 1369), 11e comte de Warwick, est un important baron anglais du XIVe siècle.

## Biographie
Il est le fils aîné de Guy de Beauchamp (v. 1272-1315), 10e comte de Warwick, et de son épouse Alice de Toeni (ou Tosny). Il naît probablement le 14 février 1314. Son père meurt le 12 août 1315, et la garde de l'héritage familial est confiée à Hugues le Despenser, le favori du roi Édouard II d'Angleterre. En 1318, le roi donne le droit à Roger Mortimer de marier Thomas de Beauchamp à l'une de ses filles, et lui accorde la garde de l'enfant. Il semble que Guy de Beauchamp avait négocié cette alliance avec Roger Mortimer avant sa mort. Après la déposition d'Édouard II et son retour d'exil, Mortimer se voit confier la garde des terres du jeune comte, et recouvre son droit de lui choisir une femme. Thomas de Beauchamp épouse sa fille Catherine le 31 mai 1328.
Beauchamp est adoubé chevalier le 20 février 1329, date à laquelle il prend enfin possession de son héritage. Il participe aux campagnes en France d'Édouard III durant la guerre de Cent Ans et se distingue notamment à Crécy (1346), à Calais (1346) durant la chevauchée d'Édouard III de 1346, puis à la bataille de Poitiers en 1356 lors de la chevauchée du Prince noir. Il fait partie des vingt-cinq chevaliers fondateurs de l'Ordre de la Jarretière en 1348. Il meurt de la peste à Calais en 1369.

## Mariage et descendance
Thomas de Beauchamp épouse Catherine Mortimer, fille du comte de March Roger Mortimer, dont sont issus :
- Guy de Beauchamp (v. 1335–28 avril 1360), épouse Philippa, fille de Henry de Ferrers de Grosby et tante de sa belle-sœur Margaret Ferrers ci-après ;
- Thomas de Beauchamp (16 mars 1338–8 avril 1401), 12e comte de Warwick, épouse Margaret, fille de William de Ferrers de Grosby ;
- Reinbrun de Beauchamp (?–1361) ;
- William de Beauchamp (v. 1343–8 mai 1411), 1er baron Bergavenny, épouse Jeanne FitzAlan ;
- Roger de Beauchamp (?–1361) ;
- Maud de Beauchamp (?–1403), épouse Roger de Clifford, 5e baron de Clifford ;
- Philippa de Beauchamp (?–1386), épouse Hugh Stafford, 2e comte de Stafford ;
- Alice de Beauchamp (?–1383), épouse John Beauchamp, 3e baron Beauchamp de Somerset (en), puis Matthew Gurney ;
- Jeanne de Beauchamp, épouse Ralph Basset, 3e baron Basset de Drayton, petit-fils de Ralph ;
- Isabelle de Beauchamp (?–1416), épouse John le Strange, 5e baron Strange de Blackmere (en), puis William d'Ufford, 2e comte de Suffolk, devient ensuite nonne ;
- Marguerite de Beauchamp, épouse Guy de Montfort, devient ensuite nonne ;
- Élisabeth de Beauchamp, épouse Thomas d'Ufford ;
- Anne de Beauchamp, épouse Walter de Cokesey ;
- Juliana de Beauchamp ;
- Catherine de Beauchamp, nonne.